# De misbrugte filmbørn
De misbrugte filmbørn er en dansk dokumentar, der blev sendt på TV 2 i 2018. I dokumentaren, i to afsnit, står en række tidligere børneskuespillere frem og fortæller, at de som unge blev udsat for seksuelle overgreb under tilblivelsen af nogle af dansk filmhistories mest ikoniske ungdomsfilm i 1970’erne.
Over to afsnit står de nu voksne mænd og kvinder frem, og fortæller om de hemmeligheder, de har gemt på i 40 år. Journalisterne afdækker gennem 22 vidner, hvoraf flere står frem med navn og ansigt, hvordan manipulationen, misbruget og overgrebene fandt sted. Flere er, eller har været, psykisk skadet af overgrebene. Flere fortæller om alkohol- eller stofmisbrug og psykologisk behandling.
De misbrugte filmbørn er tilvejebragt i et samarbejde mellem Peter Eggert Vesterlund, TV 2, - Cecilie Frydenlund og Amalie Kønigsfeldt, Impact TV - samt Frauke Giebner og Sandra Brovall fra dagbladet Politiken. Projektet udkom som artikelserie i fire kapitler på web , og i dagbladet samt som dokumentarserie i 2 x 55 min på TV 2. Dokumentaren er produceret for TV2 af Impact TV.

## CPH:DOX
CPH:DOX er en af verdens største og meget respekterede dokumentarfilmfestivaler. I 2018 valgte festivalen at vise "De misbrugte børn" som åbningsfilm

## Hæder
Dokumentaren “De misbrugte filmbørn” blev indstillet til Cavlingprisen i 2018. Filmen vandt Publicistklubbens Jubilæumspris i 2018 

## Eksterne referencer
- De misbrugte filmbørn på Internet Movie Database (engelsk)
- https://omtv2.tv2.dk/nyheder/2018/03/tv-2-dokumentar-aabner-cph-dox/
- https://www.cphdox.dk/nyhed/cph-dox-viser-de-misbrugte-filmborn-til-abningsgalla-og-saerarrangement-hvor-du-kan-mode-de-medvirkende (Webside+ikke+længere+tilgængelig)
- http://impacttv.dk
- https://politiken.dk/tag/main/De_misbrugte_filmbørn